# Macrothele camerunensis
Macrothele camerunensis là một loài nhện trong họ Hexathelidae. Loài này phân bố ở Kameroen en Equatoriaal-Guinea.